# 孛罗 (云南王)
孛罗（?—?），元朝宗室，云南王，忽哥赤的孙子，也先帖木儿的儿子，阿魯的弟弟。
元顺帝至正年间袭封云南王。至正六年（1346年），麓川思可法割据一方，攻打夺下路甸。孛罗率领云南行省平章政事亦秃浑讨伐，至正七年（1347年），献俘报捷到京师大都。至正十五年（1355年），孛罗因功劳进封梁王。其子把匝剌瓦爾密。